# Amtsgericht Bramsche
Das Amtsgericht Bramsche war ein deutsches Amtsgericht mit Sitz in Bramsche.

## Geschichte
In Folge der Weltwirtschaftskrise wurden 60 Amtsgerichte als Folge von Sparverordnungen aufgehoben. Mit der Verordnung über die Aufhebung von Amtsgerichten vom 30. Juli 1932 wurde das Amtsgericht Malgarten zum 30. September 1932 aufgehoben und sein Sprengel zwischen dem Amtsgericht Osnabrück und dem Amtsgericht Bersenbrück verteilt.
Gegen die Schließung dieser Amtsgerichte agitierte die NSDAP in vielen Fällen. Nach der Machtergreifung 1933 wurden mit dem Gesetz über die Wiedereinrichtung aufgehobener Amtsgerichte und die Schaffung von Zweigstellen der Amtsgerichte vom 29. August 1933 eine Reihe dieser im Vorjahr aufgehobenen Gerichte zum 1. Oktober 1933 wieder eingerichtet. Anstelle des Amtsgerichts Malgarten wurde nun aber das Amtsgericht Bramsche eingerichtet.
Im Jahre 1972 wurde das Amtsgericht Bramsche aufgehoben.